# Veliki hadronski sudarivač
Veliki hadronski sudarivač ili  supersudarivač (engl. Large Hadron Collider, LHC) je najveći svjetski akcelerator čestica. Očekuje se da će se njime razriješiti temeljna pitanja fizike, te unaprijediti ljudsko znanje o zakonima prirode.
LHC se nalazi u kružnom tunelu dugačkome 27 km koji se nalazi 175 metara ispod francusko-švicarske granice u blizini Ženeve, Švicarska. Akcelerator je namijenjen za sudaranje usmjerenih čestica protona pri energiji od 7 elektronvolta (1,2 mikrodžula) po čestici ili jezgri olova pri energiji od 574 TeV(92 μJ) po jezgri. Termin hadron se odnosi na čestice sastavljene od više kvark čestica.
LHC je izgradio CERN s namjerom testiranja različitih predviđanja fizike elementarnih čestica uključujući teorijsko postojanje Higgsova bozona. Osnovan je i izgrađen u suradnji s više od 10 000 znanstvenika i inženjera iz preko 100 država kao i sa stotinama instituta i laboratorija.
Dana 10. rujna 2008., prva zraka protona uspješno je prošla čitavim glavnim prstenom, ali devet dana poslije sve je zaustavljeno zbog ozbiljnog kvara. Dana 20. studenog 2009. nova zraka protona je uspješno prošla kroz sudarivač te je tri dana kasnije zabilježen sudar protona pri energiji od 450 GeV po zraci. Nakon gašenja u zimi 2009., ponovno je pokrenut te su zrake puštene pri energiji od 3,5 TeV. Dne 30. ožujka 2010., dogodio se prvi planirani sudar dviju zraka protona od kojih je svaka bila energije 3,5 TeV. Tada je postignut svjetski rekord ljudski napravljenog sudara čestica najveće energije.

## Svrha
Fizičari se nadaju da će LHC pomoći u rješavanju većine temeljnih pitanja fizike: pitanja u vezi osnovnih zakona međudjelovanja i sila između elemantarnih tijela, strukture vremena i prostora, posebice u vezi križanja kvantne mehanike i opće relativnosti gdje su trenutačne teorije i potpuno znanje nerazumljive i neslagajuće. Ova pitanja uključuju barem:
- Je li Higgsov mehanizam za stvaranje masa elemantarnih čestica električki slabim slomom simetrije zbilja ostvaren u prirodi? Očekuje se da će sudarivač dokazati ili isključiti postojanje Higgsova bozona, te tako dopuniti ili u potpunosti oboriti Standardni model.
- Je li supersimetrija produžetak standardnog modela i Poincaréove simetrije, ostvarena u prirodi te time pokazuje da sve poznate čestice imaju simetričnog superpartnera?
- Postoje li dodatne dimenzije kako predviđaju različiti modeli nadahnuti teorijom struna, i možemo li ih očitati?
- Koje su svojstva tamne tvari koja čini 23% Svemira?

## Način rada
LHC će omogućiti proton – proton sudare na energiji centra mase 14 TeV. Protoni nisu elementarne čestice, pa će energija sudara njihovih sastavnih dijelova (kvarkova i gluona) biti nešto manja, ali još uvijek u području TeV-a, što je za red veličine više nego za CERN-ov Large Electron Positron (LEP) ili Fermilabov Tevatron sudarivač. Nuklearni udarni presjeci na LHC za zanimljive procese su najmanje 10 puta veći nego na Tevatronu. Predviđeni udarni presjeci za produkciju Higgsovog bozona su, međutim, i dalje nekoliko redova veličina manji nego za pozadinske procese, što traženje ovog bozona čini vrlo izazovnim. 
Na LHC-u će se također sudarati i teški ioni (olova), s energijom u centru mase većom od 1,150 TeV, što je 30 puta veća energija nego trenutno na RHIC-u (engl. Relativistic Heavy Ion Collider), u Brookhaven National Labaratory u SAD-u. LHC će biti vrelo zanimljive fizike zbog visoke energije koju će dosegnuti, a koja je na mogućim granicama valjanosti Standardnog modela. Primarni cilj je traženje mehanizma odgovornog za lomljenje simetrije u elektroslabom području. Druga zanimljiva pitanja su potraga za supersimetričnim česticama, testovi Standardnog modela, CP narušenje i potraga za kvark-gluon plazmom.
LHC je izgrađen u 26,7 km dugom tunelu koji se prethodno koristio za LEP eksperiment. Protoni će se ubrzavati u nekoliko koraka korištenjem CERN-ovog kompleksa ubrzivača. Kako bi se moglo ubrzavati čestice u sinkrotronskom akceleratoru do vrlo visokih energija, poput onih na LHC-u, potrebni su vrlo jaki magneti i složeni sustav ubrzavanja. LHC koristi najnaprednije supravodljive magnete i ubrzivačke tehnike. 
Dva važna parametra, koji određuju eksperimentalne uvjete u točkama sudara gdje su smješteni detektori, su visoki luminozitet i kratko vrijeme između sudara paketa. U početnom razdoblju, LHC će raditi luminozitetom 1033 cm−2s−1, a kasnije nazivnim luminozitetom od 1034 cm−2s−1. Tijekom jedne kalendarske godine, prosječno vrijeme rada LHC-a na visokom luminozitetu procjenjeno je na oko 100 dana (107 s). 
Nuklearni udarni presjek za neelastične proton - proton sudare na LHC je σneel = 60 mb, dok se za totalni udarni presjek očekuje σtot = 100 mb. To znači da će biti oko 20 proton - proton sudara po sudaru paketa, što će rezultirati velikom množinom tragova nabijenih i neutralnih čestica. Spomenuta činjenica, zajedno s kratkim intervalom između sudara od 25 ns postavlja sljedeće kriterije na konstrukciju eksperimenata:
- finu zrnatost kako bi se razlučilo veliko mnoštvo čestica,
- brzi odgovor detektora kako bi se izbjeglo nagomilavanje signala (engl. signal pile-up),
- brzi i učinkovit sustav za okidanje i sakupljanje podataka,
- veliku radijacijsku otpornost komponenti detektora, posebno u prednjim dijelovima.

Na prstenu ubrzivača postavljena su četiri detektora. Dva su općenite namjene, kompaktni mionski solenoid ili CMS, i ATLAS (engl. A Toroidal LHC Apparatus), zatim detektor namijenjen za fiziku b kvarkova, LHCb (engl. Large Hadron Collider beauty) i detektor za fiziku teških iona, ALICE (engl. A Large Ion Collider Experiment).

### Kompaktni mionski solenoid ili CMS
Kompaktni mionski solenoid ili CMS (engl. Compact Muon Solenoid) projektiran je kako bi omogućio otkrivanje i proučavanje prvenstveno Higgsovog sektora Standardnog modela. Ustvari, on ima za cilj, kao i Veliki hadronski sudarivač ili LHC, odgovoriti na jedno od glavnih pitanja moderne fizike elementarnih čestica: pitanje o porijeklu spontanog lomljenja simetrije u Standardnom modelu. Vidljiva posljedica tog modela bila bi skalarna čestica — Higgsov bozon, ili, u slučaju da Standardni model nije potpuni opis prirode, mnoštvo novih čestica kao: nekoliko Higgsovih bozona, supersimetrične čestice, novi baždarni bozoni, tehnikolor stanja ili leptokvarkovi.
Za precizno mjerenje količine gibanja nabijenih čestica potrebno je jako magnetsko polje, što povlači korištenje supravodljive tehnologije. Srce detektora čini supravodljivi solenoid, koji je 13 m dugačak, unutrašnjeg promjera 6 m i jakosti polja 4 T. Povratno vanjsko magnetsko polje dovoljno je da zasiti sloj od 1,5 m željeza, u kojem su integrirana četiri sloja mionskih stanica. Svaka mionska stanica sastoji se od nekoliko slojeva aluminijskih driftnih cijevčica ili DT (eng. drift tubes), u središnjem dijelu (eng. barrel region), te komora s katodnim trakama ili CSC (eng. cathode strip chambers) i komora s otpornim pločama ili RPC (eng. resistive plate chambers) u prednjem dijelu (eng. endcap region).
Unutarnji detektor tragova i kalorimetrijska oprema smješteni su u šupljinu supravodljivog magneta duljine 5,8 m i promjera 2,6 m. Višestrukost tragova u uvjetima eksperimenta će biti jako velika, pa je vrlo važna visoka razlučivost i preciznost, zbog čega detektor tragova ima 10 slojeva silicijevih detektora s mikrotrakama (eng. silicon microstrip detector). Detektor takoder ima 3 sloja silicijskih piksel detektora, koji su smješteni neposredno oko točke interakcije, kako bi se omogućilo precizno mjerenje parametra raspršenja ili IP (eng. impact parameter) za tragove nabijenih čestica, te pozicija sekundarnog vrha (eng. secondary vertex). 
Elektromagnetski kalorimetar ili ECAL (engl. electromagnetic calorimeter) sadrži kristale olovnog volframata (PbWO4). Scintilirajuće svijetlo detektira se silicijevim lavinskim fotodiodama ili APD (eng. silicon avalanche photodiode) u središnjem dijelu, te s vakuumskim fototriodama ili VPT (eng. vacuum phototriode) u prednjem dijelu. Sustav za odbijanje dogadaja s π0 česticama smješten je ispred ECAL-a, na prednjem dijelu. 

## Unutarnje poveznice
- akcelerator čestica
- CERN